# Балрехтен-Дотинген
Балрехтен-Дотинген (њем. Ballrechten-Dottingen) општина је у њемачкој савезној држави Баден-Виртемберг. Једно је од 50 општинских средишта округа Брајсгау-Хохшварцвалд. Према процјени из 2010. у општини је живјело 2.208 становника. Посједује регионалну шифру (AGS) 8315008.

## Географски и демографски подаци
Балрехтен-Дотинген се налази у савезној држави Баден-Виртемберг у округу Брајсгау-Хохшварцвалд. Општина се налази на надморској висини од 332 метра. Површина општине износи 6,6 km². У самом мјесту је, према процјени из 2010. године, живјело 2.208 становника. Просјечна густина становништва износи 334 становника/km².